# Mäntsälä järnvägsstation

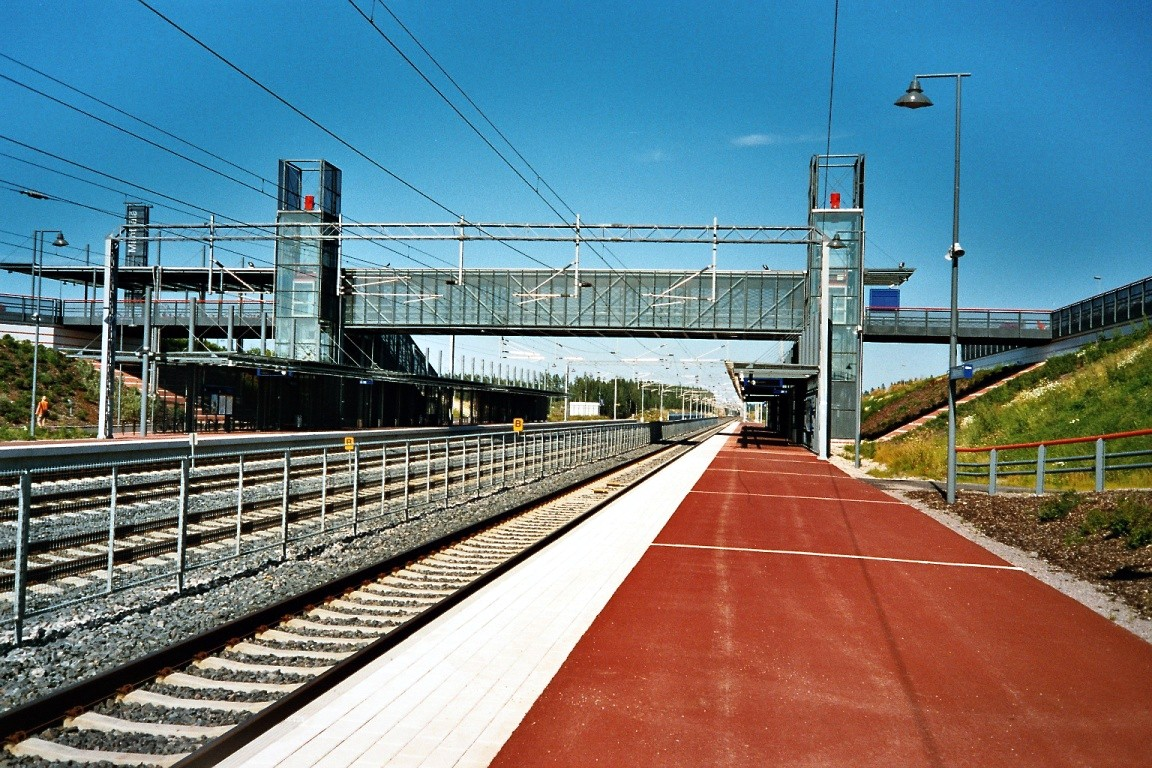
Mäntsälä järnvägsstation

Mäntsälä järnvägsstation (Mlä, finska Mäntsälän rautatieasema) är en järnvägsstation i Mäntsälä. Den ligger mellan stationerna Haarajoki och Lahtis, vid Lahtis direktbana. Avståndet från Helsingfors järnvägsstation är cirka 59 kilometer. Vid stationen stannar huvudstadsregionens närtrafiks tåg Z (Helsingfors-Lahtis). Den öppnades 2006.

## Galleriet

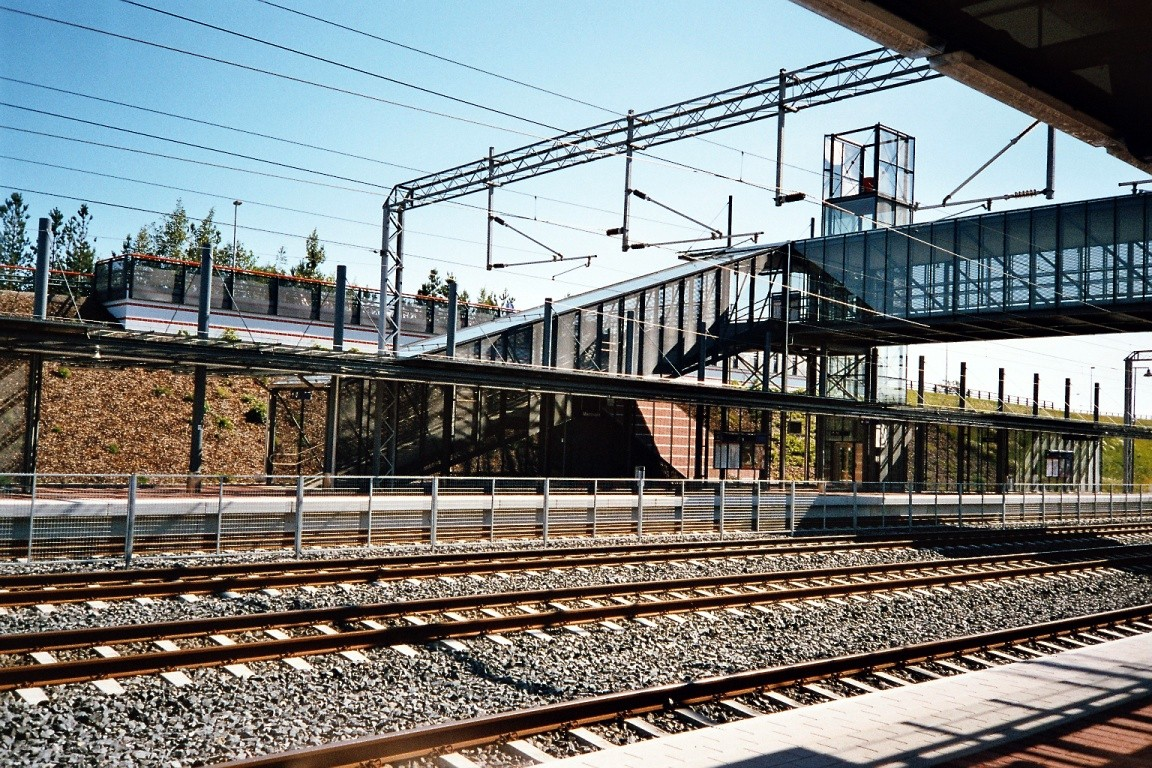
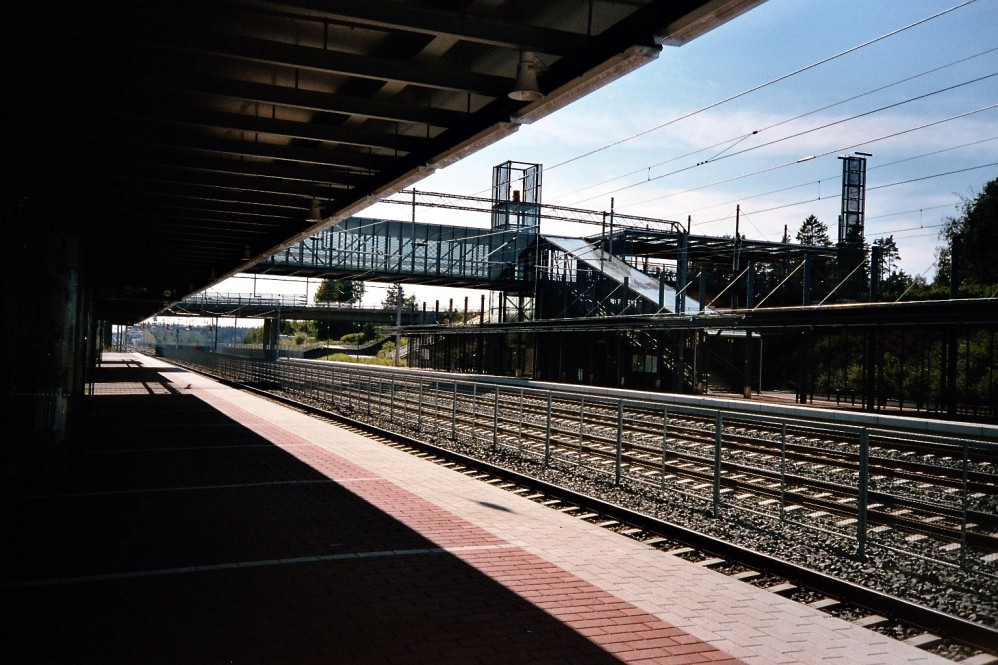